# Supervacío Local Meridional
El Supervacío Local Meridional (en inglés: Southern Local Supervoid) es un supervacío del espacio extremadamente grande y casi carente de materia, que se ubica a un lado del Supercúmulo Local, que contiene a la galaxia Vía Láctea. Su centro está a 96 megapársecs de distancia y este vacío en su parte más ancha tiene 112 megapársecs de diámetro. Tiene un volumen aproximado de 600 mil millones de veces el de la Vía Láctea.